# Discografia de Fernanda Brum
A discografia de Fernanda Brum, cantora gospel brasileira é composta por onze álbuns de estúdio, quatro álbuns ao vivo, sete álbuns de vídeo, seis compilações, dois álbuns em língua espanhola, seis EPs e treze singles. Fernanda vendeu mais de 6 milhões de cópias de seus projetos, e já foi indicada ao Grammy Latino quatro vezes, sendo premiada em duas ocasiões. A cantora foi certificada pela Associação Brasileira dos Produtores de Discos com nove discos de platina, sendo tres platina triplo e quatro platina duplo, um de Diamante e dezenove discos de ouro.

## Discografia

### Álbuns inéditos
| Ano  | Informações do álbum |
| ---- | --- |
| 1993 | Feliz de Vez - Lançamento: 1993 - Gravadora: Nancel Produções - Formato: LP - Vendas: 1.000 |
| 1995 | Meu Bem Maior - Lançamento: 1 de dezembro de 1995 - Gravadora: MK Music - Formato: CD, LP, K7, download digital, streaming - Vendas: 150.000 - Certificação: Ouro                              |
| 1997 | Sonhos - Lançamento: 15 de julho de 1997 - Gravadora: MK Music - Formato: CD, K7, download digital, streaming - Vendas: 150.000 - Certificação: Ouro                                           |
| 1999 | O Que Diz Meu Coração - Lançamento: 15 de novembro de 1999 - Gravadora: MK Music - Formato: CD, download digital, streaming - Vendas: 150.000 - Certificação: Ouro                             |
| 2001 | Feliz de Vez - Lançamento: 22 de janeiro de 2001 - Gravadora: MK Music - Formato: CD, download digital, streaming - Vendas: 80.000                                                             |
| 2002 | Quebrantado Coração - Lançamento: 11 de abril de 2002 - Gravadora: MK Music - Formato: CD, download digital, streaming - Vendas: 350.000 - Certificação: Platina                               |
| 2004 | Apenas um Toque - Lançamento: 2 de março de 2004 - Gravadora: MK Music - Formato: CD, download digital, streaming - Vendas: 450.000 - Certificação: 3× Platina                                 |
| 2006 | Profetizando às Nações - Lançamento: 19 de abril de 2006 - Gravadora: MK Music - Formato: CD, download digital, streaming - Vendas: 300.000 - Certificação: 3× Platina                         |
| 2008 | Cura-me - Lançamento: 20 de março de 2008 - Gravadora: MK Music - Formato: CD, download digital, streaming - Vendas: 250.000 - Certificação: 2× Platina                                        |
| 2010 | Glória - Lançamento: 14 de junho de 2010 - Gravadora: MK Music - Formato: CD, download digital, streaming - Vendas: 200.000 - Certificação: 2× Platina                                         |
| 2012 | Liberta-me - Lançamento: 23 de agosto de 2012 - Gravadora: MK Music - Formato: CD, download digital, streaming - Vendas: 150.000 - Certificação: Platina                                       |
| 2015 | Da Eternidade - Lançamento: 16 de janeiro de 2015 - Gravadora: MK Music - Formato: CD, download digital, streaming - Vendas: 90.000 - Certificação: Platina - Diamante +150 Milhões Streamings |
| 2017 | Som da Minha Vida - Lançamento: 26 de outubro de 2017 - Gravadora: MK Music - Formato: CD, download digital, streaming - Vendas: 13.500                                                        |
| 2019 | Terceiro Céu - Lançamento: 31 de maio de 2019 - Gravadora: MK Music - Formato: CD, download digital, streaming - Vendas: 2.000 - Ouro +20 Milhões de Streamings                                |
| 2020 | Águas Profundas - Lançamento: 2 de março de 2020 - Gravadora: MK Music - Formato: download digital, streaming                                                                                  |
| 2021 | Do Éden ao Éden - Lançamento: 12 de novembro de 2021 - Gravadora: Sony Music - Formato: download digital, streaming                                                                            |
| 2023 | Onde o Fogo Não Apaga - Lançamento: 13 de abril de 2023 - Gravadora: Sony Music - Formato: download digital, streaming                                                                         |
| 2025 | Milagre - Lançamento: 18 de março de 2025 - Gravadora: Sony Music - Formato: download digital, streaming                                                                                       |

### Outros álbuns
| Ano  | Informações do álbum |
| ---- | --- |
| 2011 | Glória in Rio - Lançamento: 25 de agosto de 2011 - Gravadora: MK Music - Formato: CD, download digital, streaming - Vendas: 80.000 - Certificação: Platina |
| 2016 | Ao Vivo em Israel - Lançamento: 25 de outubro de 2016 - Gravadora: MK Music - Formato: CD, download digital, streaming - Vendas: 20.000                    |
| 2021 | Reunion no Sintonize - EP 1 (Ao Vivo) - Lançamento: 3 de dezembro de 2021 - Gravadora: Sony Music - Formato: download digital, streaming                   |
| 2022 | Reunion no Sintonize - EP 2 (Ao Vivo) - Lançamento: 7 de janeiro de 2022 - Gravadora: Sony Music - Formato: download digital, streaming                    |
| 2022 | Em Casa - Lançamento: 5 de agosto de 2022 - Gravadora: Sony Music - Formato: download digital, streaming                                                   |
| 2023 | Amar e Perdoar - Lançamento: 7 de junho de 2023 - Gravadora: Sony Music - Formato: download digital, streaming                                             |
| 2024 | 30 Anos na África - Lançamento: 25 de abril de 2024 - Gravadora: Sony Music - Formato: download digital, streaming                                         |

### Álbuns promocionais
| Ano  | Informações do álbum |
| ---- | --- |
| 2013 | E Foi Assim... - Lançamento: 5 de maio de 2013 - Gravadora: Independente - Formato: CD                                             |
| 2018 | Live Session - Lançamento: 7 de dezembro de 2018 - Gravadora: MK Music - Formato: download digital, streaming                      |
| 2020 | Ao Vivo no YouTube Music Night - Lançamento: 3 de janeiro de 2020 - Gravadora: MK Music - Formato: download digital, streaming     |
| 2022 | Sucessos Gospel (Amazon Original) - Lançamento: 19 de abril de 2022 - Gravadora: Sony Music - Formato: download digital, streaming |

### Álbuns em espanhol
| Ano  | Informações do álbum |
| ---- | --- |
| 2007 | Apenas Un Toque - Lançamento: 30 de abril de 2007 - Gravadora: MK Music - Formato: CD, download digital, streaming - Vendas: 10.000 |
| 2008 | Redención - Lançamento: 10 de maio de 2008 - Gravadora: MK Music - Formato: CD, download digital, streaming - Vendas: 10.000        |

### Compilações
| Ano  | Informações do álbum |
| ---- | --- |
| 2004 | MP3 Collection - Lançamento: 14 de dezembro de 2004 - Gravadora: MK Music - Formato: CD - Vendas: 10.000                                                        |
| 2005 | MK CD Ouro - As 10 Mais de Fernanda Brum - Lançamento: 22 de novembro de 2005 - Gravadora: MK Music - Formato: CD, download digital, streaming - Vendas: 30.000 |
| 2008 | O Melhor da Musica Gospel - Fernanda Brum - Lançamento: 2008 - Gravadora: MK Music - Formato: CD - Vendas: 45.000                                               |
| 2008 | Som Gospel - Lançamento: 28 de outubro de 2008 - Gravadora: MK Music - Formato: CD, download digital, streaming - Vendas: 250.000 - Certificação: 2× Platina    |
| 2010 | Falando de Amor - Lançamento: 12 de abril de 2010 - Gravadora: MK Music - Formato: CD, download digital, streaming - Vendas: 50.000 - Certificação: Ouro        |
| 2013 | Fernanda Brum - Sucessos da Música Gospel - Lançamento: 2013 - Gravadora: Independente - Formato: CD - Vendas: 5.000                                            |
| 2014 | Gospel Collection - Ao Vivo - Lançamento: 26 de agosto de 2014 - Gravadora: MK Music - Formato: CD, download digital, streaming - Vendas: 30.000                |

### Álbuns comEyshila
| Ano  | Informações do álbum |
| ---- | --- |
| 2008 | Amigas - Lançamento: 22 de janeiro de 2008 - Gravadora: MK Music - Formato: CD, download digital, streaming - Vendas: 100.000 - Certificação: Platina        |
| 2009 | Amigas - Volume 2 - Lançamento: 30 de outubro de 2009 - Gravadora: MK Music - Formato: CD, download digital, streaming - Vendas: 60.000 - Certificação: Ouro |

### Singles

#### Como artista principal
| Ano  | Informações do single | Álbum                     |
| ---- | --- | ------------------------- |
| 2014 | Gigante do Amor - Lançamento: 27 de março de 2014 - Gravadora: MK Music - Formato: download digital, streaming                                                  | Adicionado à nenhum álbum |
| 2015 | Suas Digitais - Lançamento: 8 de janeiro de 2015 - Gravadora: MK Music - Formato: download digital, streaming                                                   | Da Eternidade             |
| 2017 | Imenso Amor (Stubborn Love) (feat. Marina de Oliveira) - Lançamento: 2 de junho de 2017 - Gravadora: MK Music - Formato: download digital, streaming            | Grandes Encontros Vol. 1  |
| 2017 | Espírito Santo (feat. Eyshila) - Lançamento: 19 de setembro de 2017 - Gravadora: MK Music - Formato: download digital, streaming                                | Grandes Encontros Vol. 2  |
| 2017 | Apenas um Toque (feat. Delino Marçal) - Lançamento: 3 de outubro de 2017 - Gravadora: MK Music - Formato: download digital, streaming                           | Grandes Encontros Vol. 2  |
| 2017 | Lavar Teus Pés - Lançamento: 11 de outubro de 2017 - Gravadora: MK Music - Formato: download digital, streaming                                                 | Som da Minha Vida         |
| 2017 | Cura-me (feat. Bruna Karla) - Lançamento: 24 de outubro de 2017 - Gravadora: MK Music - Formato: download digital, streaming                                    | Grandes Encontros Vol. 3  |
| 2019 | És Real Pra Mim - Lançamento: 26 de abril de 2019 - Gravadora: MK Music - Formato: download digital, streaming                                                  | Terceiro Céu              |
| 2020 | Ar - Lançamento: 9 de outubro de 2020 - Gravadora: Sony Music - Formato: download digital, streaming                                                            | Adicionado à nenhum álbum |
| 2020 | Quando eu Chegar Lá - Lançamento: 18 de dezembro de 2020 - Gravadora: Sony Music - Formato: download digital, streaming                                         | Adicionado à nenhum álbum |
| 2021 | Pra Onde a Gente Vai? - Lançamento: 19 de março de 2021 - Gravadora: Sony Music - Formato: download digital, streaming                                          | Adicionado à nenhum álbum |
| 2021 | Toda Morte Vencida Gera Vida (feat. Marsena e Hadassa Mazarão) - Lançamento: 30 de abril de 2021 - Gravadora: Sony Music - Formato: download digital, streaming | Adicionado à nenhum álbum |
| 2021 | Escreve - Lançamento: 16 de julho de 2021 - Gravadora: Sony Music - Formato: download digital, streaming                                                        | Do Éden ao Éden           |
| 2021 | Jardim - Lançamento: 10 de setembro de 2021 - Gravadora: Sony Music - Formato: download digital, streaming                                                      | Do Éden ao Éden           |
| 2022 | Coração que Sangra + Vem Me Consolar - Lançamento: 13 de Maio de 2022 - Gravadora: Sony Music - Formato: download digital, streaming                            | "Em Casa"                 |
| 2022 | Te Amaria Outra Vez / Amar Você - Lançamento: 10 de Junho de 2022 - Gravadora: Sony Music - Formato: download digital, streaming                                | "Em Casa"                 |
| 2022 | Meu Bem Maior + Sonhos - Lançamento: 1 de Julho de 2022 - Gravadora: Sony Music - Formato: download digital, streaming                                          | "Em Casa"                 |
| 2022 | Escreve + Enquanto Eu Chorava / Não é Tarde - Lançamento: 15 de Julho de 2022 - Gravadora: Sony Music - Formato: download digital, streaming                    | "Em Casa"                 |
| 2023 | Onde o Fogo Não Apaga - Lançamento: 12 de Janeiro de 2023 - Gravadora: Sony Music - Formato: download digital, streaming - Certificação: Platina                | Onde o Fogo Não Apaga     |
| 2023 | Há Liberdade (Hay Libertad) - Lançamento: 09 de Fevereiro de 2023 - Gravadora: Sony Music - Formato: download digital, streaming                                | Onde o Fogo Não Apaga     |
| 2023 | Romanos 8:26 - Lançamento: 02 de março de 2023 - Gravadora: Sony Music - Formato: download digital, streaming                                                   | Onde o Fogo Não Apaga     |
| 2023 | Alegria do Senhor - Lançamento: 10 de outubro de 2023 - Gravadora: Sony Music - Formato: download digital, streaming                                            | Adicionado à nenhum álbum |
| 2023 | Orai por Todas as Crianças - Lançamento: 16 de novembro de 2023 - Gravadora: Sony Music - Formato: download digital, streaming                                  | 30 Anos na África         |
| 2024 | O Amor Que Cura - Lançamento: 28 de março de 2024 - Gravadora: Sony Music - Formato: download digital, streaming                                                | 30 Anos na África         |
| 2024 | Redenção - Lançamento: 1 de fevereiro de 2024 - Gravadora: Sony Music - Formato: download digital, streaming                                                    | 30 Anos na África         |
| 2024 | Alguém - Lançamento: 11 de julho de 2024 - Gravadora: Sony Music - Formato: download digital, streaming                                                         | 30 Anos na África         |
| 2024 | Faraó ou Deus? - Lançamento: 22 de agosto de 2024 - Gravadora: Sony Music - Formato: download digital, streaming                                                | Adicionado à nenhum álbum |
| 2024 | Enquanto Dói - Lançamento: 10 de dezembro de 2024 - Gravadora: Sony Music - Formato: download digital, streaming                                                | Milagre                   |
| 2025 | Lamparina - Lançamento: 14 de janeiro de 2025 - Gravadora: Sony Music - Formato: download digital, streaming                                                    | Milagre                   |
| 2025 | Único - Lançamento: 11 de fevereiro de 2025 - Gravadora: Sony Music - Formato: download digital, streaming                                                      | Milagre                   |

#### Como artista convidada
| Ano  | Informações do single | Álbum                               |
| ---- | --- | ----------------------------------- |
| 2019 | Respirando a Sua Graça (Marcus Salles com participação de Fernanda Brum) - Lançamento: 29 de janeiro de 2019 - Gravadora: Onimusic - Formato: download digital, streaming                       | nenhum                              |
| 2019 | Na Terra Como no Céu (Here As In Heaven) (Marcos Freire com participação de Fernanda Brum) - Lançamento: 22 de fevereiro de 2019 - Gravadora: Sony Music - Formato: download digital, streaming | nenhum                              |
| 2019 | Escolho a Ti (Planetshakers com participação de Fernanda Brum) - Lançamento: 11 de outubro de 2019 - Gravadora: Venture3 Media - Formato: download digital, streaming                           | nenhum                              |
| 2020 | Lindo Presente (Ao Vivo) (Elaine Martins com participação de Fernanda Brum) - Lançamento: 8 de maio de 2020 - Gravadora: MK Music - Formato: download digital, streaming                        | História Linda de Viver             |
| 2020 | Desciende (Arthur Callazans com participação de Fernanda Brum) - Lançamento: 19 de junho de 2020 - Gravadora: Grace House Music - Formato: download digital, streaming                          | Atmosfera                           |
| 2020 | Ouço Deus me Chamar (Marcos Freire com participações de Fernanda Brum e Ludmila Ferber) - Lançamento: 6 de novembro de 2020 - Gravadora: Sony Music - Formato: download digital, streaming      | nenhum                              |
| 2021 | Teu Altar (Igreja Profetizando às Nações) - Lançamento: 12 de fevereiro de 2021 - Gravadora: Sony Music - Formato: download digital, streaming                                                  | O Teu Altar                         |
| 2021 | Em Tua Presença (Eyshila com participação de Fernanda Brum) - Lançamento: 7 de maio de 2021 - Gravadora: Sony Music - Formato: download digital, streaming                                      | Gratidão                            |
| 2022 | Tua Graça me Basta (Lilian Azevedo com participação de Fernanda Brum) - Lançamento: 18 de Fevereiro de 2022 - Gravadora: OneRPM - Formato: download digital, streaming                          | nenhum                              |
| 2022 | Ele Se Move (Eyshila com participação de Fernanda Brum e Aline Barros) - Lançamento: 31 de Março de 2022 - Gravadora: Sony Music - Formato: download digital, streaming - Certificação: Platina | nenhum                              |
| 2022 | Deixar a Lágrima Rolar (Bruna Karla com participação de Fernanda Brum) - Lançamento: 15 de Agosto de 2022 - Gravadora: MK Music - Formato: download digital, streaming                          | nenhum                              |
| 2022 | Imagine (Ao Vivo) (Cassiane com participação de Fernanda Brum) - Lançamento: 12 de Dezembro de 2022 - Gravadora: MK Music - Formato: download digital, streaming                                | Eu Sou Uma Pérola/40 anos (Ao Vivo) |
| 2024 | Mulher de Oração (Marias com participação de Fernanda Brum) - Lançamento: 2 de Maio de 2024 - Gravadora: Independente - Formato: download digital, streaming                                    | nenhum                              |

## Videografia
| Ano  | Informações do álbum |
| ---- | --- |
| 2005 | Apenas um Toque - O Evento - Lançamento: 20 de dezembro de 2004 - Gravadora: MK Music, streaming - Formato: DVD - Vendas: 60.000 - Certificação: Platina                    |
| 2007 | Profetizando às Nações (Ao Vivo) - Lançamento: 30 de agosto de 2007 - Gravadora: MK Music - Formato: DVD, download digital, streaming - Vendas: 40.000 - Certificação: Ouro |
| 2009 | Cura-me (Ao Vivo) - Lançamento: 18 de dezembro de 2009 - Gravadora: MK Music - Formato: DVD, streaming - Vendas: 45.000 - Certificação: Ouro                                |
| 2010 | MK Clipes Collection - Lançamento: 13 de julho de 2010 - Gravadora: MK Music - Formato: DVD - Vendas: 10.000                                                                |
| 2011 | Glória in Rio - Lançamento: 25 de agosto de 2011 - Gravadora: MK Music, streaming - Formato: DVD - Vendas: 35.000 - Certificação: Ouro                                      |
| 2014 | Liberta-me - Ao Vivo em Recife - Lançamento: 8 de abril de 2014 - Gravadora: MK Music - Formato: DVD, streaming - Vendas: 30.000 - Certificação: Ouro                       |
| 2016 | Da Eternidade - Ao Vivo em Israel - Lançamento: 25 de outubro de 2016 - Gravadora: MK Music - Formato: DVD, streaming - Vendas: 13.500                                      |

## Videos musicais
| Como artista principal                                            | Como artista principal | Como artista principal              | Como artista principal             | Como artista principal                        |
| Ano                                                               | Música | Diretor(es)                         | Produção                           | Álbum                                         |
| ----------------------------------------------------------------- | --- | ----------------------------------- | ---------------------------------- | --------------------------------------------- |
| 1995                                                              | "Meu Bem Maior" | Desconhecido                        | MK Publicitá                       | Meu Bem Maior                                 |
| 1996                                                              | "Tua Glória (Musical Conexão Gospel)"                                                                                      | Beto Azevedo                        | MK Publicitá                       | Meu Bem Maior                                 |
| 1997                                                              | "Sonhos" | Beto Azevedo                        | MK Publicitá                       | Sonhos                                        |
| 1997                                                              | "Seu Lugar" | Marina de Oliveira                  | MK Publicitá                       | Sonhos                                        |
| 1997                                                              | "Águas do Trono" | Marina de Oliveira                  | MK Publicitá                       | Sonhos                                        |
| 1997                                                              | "Tudo que Tem Fôlego" | Marina de Oliveira                  | MK Publicitá                       | Sonhos                                        |
| 1998                                                              | "El Shaday (Musical Conexão Gospel)"                                                                                       | Beto Azevedo                        | MK Publicitá                       | Sonhos                                        |
| 1998                                                              | "As Cores do Amor (com Emerson Pinheiro/Musical Conexão Gospel)"                                                           | Beto Azevedo                        | MK Publicitá                       | Sonhos                                        |
| 1998                                                              | "O Teu Altar (Musical Conexão Gospel)"                                                                                     | Beto Azevedo                        | MK Publicitá                       | Sonhos                                        |
| 1998                                                              | "Tudo pra Mim (Musical Conexão Gospel)                                                                                     | Beto Azevedo                        | MK Publicitá                       | Sonhos                                        |
| 1998                                                              | "Sonhos (Musical Conexão Gospel)"                                                                                          | Beto Azevedo                        | MK Publicitá                       | Sonhos                                        |
| 1998                                                              | "Tudo que Tem Fôlego (Musical Conexão Gospel)"                                                                             | Beto Azevedo                        | MK Publicitá                       | Sonhos                                        |
| 1999                                                              | "O Que Diz meu Coração" | Desconhecido                        | MK Publicitá                       | O Que Diz Meu Coração                         |
| 1999                                                              | "Dia de Festa" | Desconhecido                        | MK Publicitá                       | O Que Diz Meu Coração                         |
| 2000                                                              | "Anjos (Musical Conexão Gospel)"                                                                                           | Beto Azevedo                        | MK Publicitá                       | O Que Diz Meu Coração                         |
| 2000                                                              | "Céu Aberto (Musical Conexão Gospel)"                                                                                      | Beto Azevedo                        | MK Publicitá                       | O Que Diz Meu Coração                         |
| 2001                                                              | "Feliz de Vez" | PC Júnior                           | MK Publicitá                       | Feliz de Vez                                  |
| 2001                                                              | "Clamor" | PC Júnior                           | MK Publicitá                       | Feliz de Vez                                  |
| 2002                                                              | "Amo o Senhor" | PC Júnior                           | MK Publicitá                       | Quebrantado Coração                           |
| 2002                                                              | "Um Quebrantado Coração"                                                                                                   | PC Júnior                           | MK Publicitá                       | Quebrantado Coração                           |
| 2002                                                              | "Espírito Santo" | PC Júnior                           | MK Publicitá                       | Quebrantado Coração                           |
| 2004                                                              | "Apenas um Toque" | Marina de Oliveira                  | MK Publicitá                       | Apenas um Toque                               |
| 2004                                                              | "Ele Escolheu os Cravos"                                                                                                   | Marina de Oliveira e PC Júnior      | MK Publicitá                       | Apenas um Toque                               |
| 2004                                                              | "Cantarei ao Senhor (mini-clipe)"                                                                                          | PC Júnior                           | MK Publicitá                       | Apenas um Toque                               |
| 2004                                                              | "A Oração do Profeta (mini-clipe)"                                                                                         | PC Júnior                           | MK Publicitá                       | Apenas um Toque                               |
| 2004                                                              | "Dá-me Filhos (mini-clipe)"                                                                                                | PC Júnior                           | MK Publicitá                       | Apenas um Toque                               |
| 2004                                                              | "Em Tua Presença (mini-clipe)"                                                                                             | PC Júnior                           | MK Publicitá                       | Apenas um Toque                               |
| 2004                                                              | "Vem me Consolar (mini-clipe)"                                                                                             | PC Júnior                           | MK Publicitá                       | Apenas um Toque                               |
| 2004                                                              | "Vinho e Pão" | PC Júnior                           | MK Publicitá                       | Paixão de Cristo - O Musical                  |
| 2005                                                              | "Quem é Essa Mulher no Espelho? (com Emerson Pinheiro)"                                                                    | Desconhecido                        | MK Publicitá                       | Janela da Alma - As Canções                   |
| 2006                                                              | "Eu Vou (África)" | PC Júnior                           | MK Music                           | Profetizando às Nações                        |
| 2007                                                              | "Apenas un Toque" | PC Júnior                           | MK Music                           | Apenas un Toque                               |
| 2008                                                              | "Yo Voy" | Dayane Andrade                      | MK Music                           | Redención                                     |
| 2008                                                              | "Coração que Sangra" | Dayane Andrade                      | MK Music                           | Cura-me                                       |
| 2009                                                              | "Cura-me" | Dayane Andrade                      | MK Music                           | Cura-me                                       |
| 2010                                                              | "Filhos, Herança do Senhor"                                                                                                | Dayane Andrade                      | MK Music                           | Mãeeuteamo.com Vol. 2                         |
| 2010                                                              | "A Tua Glória Faz" | Dayane Andrade                      | MK Music                           | Glória                                        |
| 2011                                                              | "Pavão Pavãozinho" | Dayane Andrade e Felipe Arcanjo     | MK Music                           | Glória                                        |
| 2012                                                              | "Liberta-me" | Marina de Oliveira e Dayane Andrade | MK Music                           | Liberta-me                                    |
| 2013                                                              | "Rasgando o Coração" | Bruno Fioravanti                    | Fioravanti Filmes                  | Liberta-me                                    |
| 2013                                                              | "Esperando Bebê (com Emerson Pinheiro)"                                                                                    | Dayane Andrade                      | MK Music                           | Mãeeuteamo.com Vol. 4                         |
| 2014                                                              | "Gigante do Amor" | Dayane Andrade                      | MK Music                           | nenhum                                        |
| 2015                                                              | "O Que Sua Glória Fez Comigo"                                                                                              | Felipe Arcanjo                      | MK Music                           | Da Eternidade                                 |
| 2015                                                              | "Efésios" | Marco Tulio                         | BME                                | Da Eternidade                                 |
| 2016                                                              | "Deus Está me Construindo"                                                                                                 | Felipe Dias                         | Bend Films                         | Da Eternidade                                 |
| 2017                                                              | "Imenso Amor (ft. Marina de Oliveira)"                                                                                     | Felipe Arcanjo                      | Miracle Studios                    | Grandes Encontros Vol. 1                      |
| 2017                                                              | "Espírito Santo (ft. Eyshila)"                                                                                             | Felipe Arcanjo                      | Miracle Studios                    | Grandes Encontros Vol. 2                      |
| 2017                                                              | "Apenas um Toque (ft. Delino Marçal)"                                                                                      | Felipe Arcanjo                      | Miracle Studios                    | Grandes Encontros Vol. 2                      |
| 2017                                                              | "Cura-me (ft. Bruna Karla)"                                                                                                | Felipe Arcanjo                      | Miracle Studios                    | Grandes Encontros Vol. 3                      |
| 2017                                                              | "Lavar Teus Pés (CLIPE COM LETRA)"                                                                                         | Felipe Arcanjo                      | Miracle Studios                    | Som da Minha Vida                             |
| 2018                                                              | "A Carta" | Fernanda Brum                       | Hiperativos Produções              | Som da Minha Vida                             |
| 2018                                                              | "Eu Sigo (Live Session)"                                                                                                   | Felipe Arcanjo                      | Miracle Studios                    | Live Session                                  |
| 2018                                                              | "Quando o Fogo se Vai (Live Session)"                                                                                      | Felipe Arcanjo                      | Miracle Studios                    | Live Session                                  |
| 2018                                                              | "Som da Minha Vida (Live Session)"                                                                                         | Felipe Arcanjo                      | Miracle Studios                    | Live Session                                  |
| 2018                                                              | "Salomão Orou (Live Session)"                                                                                              | Felipe Arcanjo                      | Miracle Studios                    | Live Session                                  |
| 2018                                                              | "Caiu Babel (ft. Biorki/Live Session)"                                                                                     | Felipe Arcanjo                      | Miracle Studios                    | Live Session                                  |
| 2019                                                              | "És Real pra Mim" | Fernanda Brum e Samuel Andrade      | Sadrak Filmes                      | Terceiro Céu                                  |
| 2019                                                              | "I Will Trust in You (ft. Shana Sait)"                                                                                     | Kyle Frazer                         | Full Sail University               | Terceiro Céu                                  |
| 2019                                                              | "Limpe o Palco, Apague as Luzes"                                                                                           | Alan Alves                          | Nissi Filmes                       | Terceiro Céu                                  |
| 2020                                                              | "Deus me Fez Vencer (Knock Down)"                                                                                          | Miguel Nagle                        | 4U Films                           | Terceiro Céu                                  |
| 2020                                                              | "Meu Chamado" | Filipe Ratz                         | California Media House             | Ao Vivo no YouTube Music Night                |
| 2020                                                              | "Eu Confio em Ti (ft. Dedy Coutinho)"                                                                                      | Filipe Ratz                         | California Media House             | Ao Vivo no YouTube Music Night                |
| 2020                                                              | "Espírito Santo" | Filipe Ratz                         | California Media House             | Ao Vivo no YouTube Music Night                |
| 2020                                                              | "O Que Sua Glória Fez Comigo (ft. Marine Friesen)"                                                                         | Filipe Ratz                         | California Media House             | Ao Vivo no YouTube Music Night                |
| 2020                                                              | "Escada de Jacó (VideoLETRA)                                                                                               | Marina de Oliveira                  | MK Music                           | Águas Profundas                               |
| 2020                                                              | "Não Desista (VideoLETRA)"                                                                                                 | Marina de Oliveira                  | MK Music                           | Águas Profundas                               |
| 2020                                                              | "Ar" | Maicon Freitas                      | Usina Brasil                       | nenhum                                        |
| 2020                                                              | "Quando Eu Chegar Lá" | Abraão Oliveira                     | Bend Films                         | nenhum                                        |
| 2021                                                              | "Pra Onde a Gente Vai?" | Bruno Fioravanti                    | Fioravanti Filmes                  | nenhum                                        |
| "Toda Morte Vencida Gera Vida (ft. Marsena e Hadassa Mazarão)"    | Gideão Moraes | Multiforme Filmes                   |                                    | nenhum                                        |
| "Apenas um Toque"                                                 | Gabriel Reis | Reis Filmes                         | Reunion no Sintonize - EP 1        |                                               |
| "Cantarei ao Senhor (ft. Fernandinho)"                            | Gabriel Reis | Reis Filmes                         | Reunion no Sintonize - EP 1        |                                               |
| "Puro Nardo"                                                      | Gabriel Reis | Reis Filmes                         | Reunion no Sintonize - EP 1        |                                               |
| "Dá-Me Filhos"                                                    | Gabriel Reis | Reis Filmes                         | Reunion no Sintonize - EP 1        |                                               |
| "Ele é Por Mim (ft. Weslei Santos)"                               | Gabriel Reis | Reis Filmes                         | Reunion no Sintonize - EP 1        |                                               |
| "Em Tua Presença"                                                 | Gabriel Reis | Reis Filmes                         | Reunion no Sintonize - EP 1        |                                               |
| "Escreve"                                                         | Roobertchay Rocha | JanelAzul Produções                 | Do Éden ao Éden                    |                                               |
| "Jardim"                                                          | Rebeca Kessler e João Frazão                                                                                               | Frazão Filmes                       | Do Éden ao Éden                    |                                               |
| 2022                                                              | "Meu Consolador (ft. Eyshila)"                                                                                             | Maicon Freitas                      | Do Éden ao Éden                    | Usina Brasil                                  |
| "Espírito Santo (ft. Fernandinho, Weslei Santos e Marcus Salles)" | Gabriel Reis | Reis Filmes                         | Reunion no Sintonize - EP 2        |                                               |
| "Nuvem de Glória"                                                 | Gabriel Reis | Reis Filmes                         | Reunion no Sintonize - EP 2        |                                               |
| "Cinco Pães e Dois Peixinhos (ft. Marcus Salles)"                 | Gabriel Reis | Reis Filmes                         | Reunion no Sintonize - EP 2        |                                               |
| "Um Chamado (ft. Marcus Salles)"                                  | Gabriel Reis | Reis Filmes                         | Reunion no Sintonize - EP 2        |                                               |
| "Cura-me"                                                         | Gabriel Reis | Reis Filmes                         | Reunion no Sintonize - EP 2        |                                               |
| "Saída"                                                           | Gabriel Reis | Reis Filmes                         | Reunion no Sintonize - EP 2        |                                               |
| "Ninguém vai me Deter"                                            | Gabriel Reis | Reis Filmes                         | Reunion no Sintonize - EP 2        |                                               |
| "Ele se Move" (colaboração com Eyshila e Aline Barros)            | Mess Santos | Movie3 Filmes                       | nenhum                             |                                               |
| "Espírito Santo (Amazon Original)"                                | Guta Tolhuizen | Miolo Filmes                        | Sucessos Gospel (Amazon Original)  |                                               |
| "Meu Consolador (Amazon Original)"                                | Guta Tolhuizen | Miolo Filmes                        | Sucessos Gospel (Amazon Original)  |                                               |
| "Escreve (Amazon Original)"                                       | Guta Tolhuizen | Miolo Filmes                        | Sucessos Gospel (Amazon Original)  |                                               |
| "Ar (Amazon Original)"                                            | Guta Tolhuizen | Miolo Filmes                        | Sucessos Gospel (Amazon Original)  |                                               |
| "Rua Principal (Amazon Original)"                                 | Guta Tolhuizen | Miolo Filmes                        | Sucessos Gospel (Amazon Original)  |                                               |
| "Jardim (Amazon Original)"                                        | Guta Tolhuizen | Miolo Filmes                        | Sucessos Gospel (Amazon Original)  |                                               |
| "Cura-me (Amazon Original)"                                       | Guta Tolhuizen | Miolo Filmes                        | Sucessos Gospel (Amazon Original)  |                                               |
| "A Tua Glória Faz (Amazon Original)"                              | Guta Tolhuizen | Miolo Filmes                        | Sucessos Gospel (Amazon Original)  |                                               |
| "Amo o Senhor (Amazon Original)"                                  | Guta Tolhuizen | Miolo Filmes                        | Sucessos Gospel (Amazon Original)  |                                               |
| "Quebrantado Coração (Amazon Original)"                           | Guta Tolhuizen | Miolo Filmes                        | Sucessos Gospel (Amazon Original)  |                                               |
| "Coração que Sangra"                                              | Rebeca Kessler | Agência da Brum                     | Em Casa (Ao Vivo)                  |                                               |
| "Vem me Consolar"                                                 | Rebeca Kessler | Agência da Brum                     | Em Casa (Ao Vivo)                  |                                               |
| "Te Amaria Outra Vez/Amar Você"                                   | Rebeca Kessler | Agência da Brum                     | Em Casa (Ao Vivo)                  |                                               |
| "Meu Bem Maior"                                                   | Rebeca Kessler | Agência da Brum                     | Em Casa (Ao Vivo)                  |                                               |
| "Sonhos"                                                          | Rebeca Kessler | Agência da Brum                     | Em Casa (Ao Vivo)                  |                                               |
| "Enquanto eu Chorava / Não é Tarde"                               | Rebeca Kessler | Agência da Brum                     | Em Casa (Ao Vivo)                  |                                               |
| "Escreve"                                                         | Rebeca Kessler | Agência da Brum                     | Em Casa (Ao Vivo)                  |                                               |
| "Feliz de Vez"                                                    | Rebeca Kessler | Agência da Brum                     | Em Casa (Ao Vivo)                  |                                               |
| "Aos Teus Pés / Seu Lugar / A Oração do Profeta / Meu Bem Maior"  | Rebeca Kessler | Agência da Brum                     | Em Casa (Ao Vivo)                  |                                               |
| 2023                                                              | "Onde o Fogo Não Apaga" | Rômulo Menescal e Vinicius Olivo    | LordBull Filmes                    | Onde o Fogo Não Apaga                         |
| "Há Liberdade (Hay Libertad)"                                     | | Rômulo Menescal e Vinicius Olivo    | LordBull Filmes                    | Onde o Fogo Não Apaga                         |
| "Romanos 8:26"                                                    | | Rômulo Menescal e Vinicius Olivo    | LordBull Filmes                    | Onde o Fogo Não Apaga                         |
| "Yeshua"                                                          | | Rômulo Menescal e Vinicius Olivo    | LordBull Filmes                    | Onde o Fogo Não Apaga                         |
| "Fazendo o Impossível"                                            | | Rômulo Menescal e Vinicius Olivo    | LordBull Filmes                    | Onde o Fogo Não Apaga                         |
| "Tu és Deus"                                                      | | Rômulo Menescal e Vinicius Olivo    | LordBull Filmes                    | Onde o Fogo Não Apaga                         |
| "Fonte Inesgotável"                                               | | Rômulo Menescal e Vinicius Olivo    | LordBull Filmes                    | Onde o Fogo Não Apaga                         |
| "Toca-me"                                                         | | Rômulo Menescal e Vinicius Olivo    | LordBull Filmes                    | Onde o Fogo Não Apaga                         |
| "Ouve, oh Israel"                                                 | | Rômulo Menescal e Vinicius Olivo    | LordBull Filmes                    | Onde o Fogo Não Apaga                         |
| "Para o Pai"                                                      | | Rômulo Menescal e Vinicius Olivo    | LordBull Filmes                    | Onde o Fogo Não Apaga                         |
| "Por Nós / Oh Meu Bem (com Emerson Pinheiro)"                     | PC Júnior | Segretto Comunicações               | Amar e Perdoar                     |                                               |
| "Alegria do Senhor (com Smilinguido)"                             | Desconhecido | Luz e Vida                          | nenhum                             |                                               |
| "Orai Por Todas As Crianças"                                      | Alex Passos | Rebeca Kessler                      | 30 Anos na África                  |                                               |
| 2024                                                              | Alex Passos | Rebeca Kessler                      | 30 Anos na África                  | "O Amor Que Cura"                             |
| 2024                                                              | Alex Passos | Rebeca Kessler                      | 30 Anos na África                  | "Redenção"                                    |
| 2024                                                              | Alex Passos | Rebeca Kessler                      | 30 Anos na África                  | "Não é Tarde (feat. Eyhila)"                  |
| 2024                                                              | Alex Passos | Rebeca Kessler                      | 30 Anos na África                  | "Eu Vou (África)"                             |
| 2024                                                              | Alex Passos | Rebeca Kessler                      | 30 Anos na África                  | "Amo O Senhor"                                |
| 2024                                                              | Alex Passos | Rebeca Kessler                      | 30 Anos na África                  | "Tua Glória"                                  |
| 2024                                                              | Alex Passos | Rebeca Kessler                      | 30 Anos na África                  | "Unção De Ousadia/Cantarei Ao Senhor"         |
| 2024                                                              | Alex Passos | Rebeca Kessler                      | 30 Anos na África                  | "Quebrantado Coração"                         |
| 2024                                                              | Alex Passos | Rebeca Kessler                      | 30 Anos na África                  | "Cura-Me"                                     |
| 2024                                                              | Alex Passos | Rebeca Kessler                      | 30 Anos na África                  | "Lavar Teus Pés"                              |
| 2024                                                              | Alex Passos | Rebeca Kessler                      | 30 Anos na África                  | "O Que Sua Glória Fez Comigo"                 |
| 2024                                                              | Alex Passos | Rebeca Kessler                      | 30 Anos na África                  | "Dá-me Filhos"                                |
| 2024                                                              | Alex Passos | Rebeca Kessler                      | 30 Anos na África                  | "Videira"                                     |
| 2024                                                              | Alex Passos | Rebeca Kessler                      | 30 Anos na África                  | "Alguém"                                      |
| 2024                                                              | "Faraó ou Deus?" | Robert Chay                         | Marcos Avlis                       | nenhum                                        |
| 2024                                                              | "Enquanto Dói" | Marcos Avlis                        | Rebeca Kessler                     | Milagre                                       |
| 2025                                                              | "Lamparina" | Alex Passos                         | Rebeca Kessler                     | Milagre                                       |
| 2025                                                              | "Único" | Marcos Avlis                        | Rebeca Kessler                     | Milagre                                       |
| 2025                                                              | "A Noiva" | Marcos Avlis                        | Rebeca Kessler                     | Milagre                                       |
| Como artista convidada                                            | |                                     |                                    |                                               |
| 1997                                                              | "Vem encher-me" (Eyshila com participação de Fernanda Brum)                                                                | Marina de Oliveira                  | MK Publicitá                       | Tira-me do Vale                               |
| 1998                                                              | "Uma Linda História" (Cast MK)                                                                                             | Beto Azevedo                        | MK Publicitá                       | nenhum                                        |
| 2000                                                              | "Caiam Por Terra / Vem Com Josué / Posso Pisar Uma Tropa" (Banda & Voz com participação de Kleber Lucas e Fernanda Brum)   | Desconhecido                        | MK Publicitá                       | Corinhos Inesqueciveis                        |
| 2000                                                              | "Unidos pelo Amor" (Cast MK)                                                                                               | PC Júnior                           | MK Publicitá                       | nenhum                                        |
| 2005                                                              | "Nossa Lagoa em Dias de Sol" (Cast MK)                                                                                     | PC Júnior                           | MK Music                           | nenhum                                        |
| 2009                                                              | "Conquistando o Impossível" (Cast MK)                                                                                      | Dayane Andrade                      | MK Music                           | Basta uma Palavra Para Mudar                  |
| 2014                                                              | "Enxugue as Lágrimas" (Projeto Liberta-me, Brasil)                                                                         | Kalley Beatrice                     | The Christian Broadcasting Network | nenhum                                        |
| 2016                                                              | "Deixar a Lágrima Rolar" (Emerson Pinheiro com participação de Fernanda Brum)                                              | Felipe Arcanjo                      | Miracle Studios                    | Carpinteiro                                   |
| 2017                                                              | "Seja o Centro" (Daniela Araújo com participação de Fernanda Brum)                                                         | Marco Tulio                         | BME (Bonston Media Emporium)       | Doze                                          |
| 2018                                                              | "Eu Quero te Adorar" (Arianne com participação de Fernanda Brum)                                                           | Branko Jass                         | Sony Music                         | Como Cantavam Nossos Pais                     |
| 2019                                                              | "Na Terra Como no Céu (Here As In Heaven)" (Marcos Freire com participação de Fernanda Brum)                               | Maicon Freitas                      | Usina Brasil                       | nenhum                                        |
| 2019                                                              | "Escolho a Ti" (Planetshakers com participação de Fernanda Brum)                                                           | Desconhecido                        | planetshakerstv                    | nenhum                                        |
| 2020                                                              | "Alfa e Ômega (Marine Friesen com participação de Fernanda Brum)                                                           | Filipe Ratz                         | California Media House             | Marine Friesen Ao Vivo no YouTube Music Night |
| 2020                                                              | "Lindo Presente" (Elaine Martins com participação de Fernanda Brum)                                                        | Felipe Arcanjo                      | Miracle Studios                    | História Linda de Viver                       |
| 2020                                                              | "Desciende" (Arthur Callazans com participação de Fernanda Brum)                                                           | Agner Marte                         | GraceHouse Music                   | Atmosfera                                     |
| 2020                                                              | "Ouço Deus me Chamar" (Marcos Freire com participação de Fernanda Brum e Ludmila Ferber)                                   | Maicon Freitas                      | Usina Brasil                       | nenhum                                        |
| 2021                                                              | "Teu Altar" (Igreja Profetizando às Nações)                                                                                | Desconhecido                        | IPAN                               | O Teu Altar                                   |
| 2021                                                              | "Em Tua Presença" (Eyshila com participação de Fernanda Brum)                                                              | Maicon Freitas                      | Usina Brasil                       | Gratidão                                      |
| 2021                                                              | "Pelo Fogo" (Eyshila com participação de Fernanda Brum e Liz Lanne)                                                        | Maicon Freitas                      | Usina Brasil                       | Gratidão                                      |
| 2022                                                              | "Tua Graça me Basta" (Lilian Azevedo com participação de Fernanda Brum)                                                    | Stevan Modolo                       | Orange.io Produtora                | nenhum                                        |
| 2022                                                              | "Deixar a Lágrima Rolar" (Bruna Karla com participação de Fernanda Brum)                                                   | Flaviano Vaz                        | Vaz Filmes                         | Bruna Karla 20 Anos                           |
| 2022                                                              | "Imagine" (Cassiane com participação de Fernanda Brum)                                                                     | Felipe Arcanjo                      | Miracle Studios                    | Eu Sou Uma Pérola                             |
| 2023                                                              | "Medley (A Doçura do Teu Falar/Jardim Secreto/Eis-me Aqui)" (Diante do Trono com participações de Fernanda Brum e Eyshila) | Flauzilino Jr.                      | FJR Crew                           | 25 Anos - Diante do Trono                     |

## Certificações
As informações são retiradas do site oficial da Pro-Música Brasil e das redes sociais da cantora.
| Obra                                 | Certificação | Vendas            |
| ------------------------------------ | ------------ | ----------------- |
| Meu Bem Maior                        | Ouro         | 100 mil           |
| Sonhos                               | Ouro         | 100 mil           |
| O Que Diz Meu Coração                | Ouro         | 100 mil           |
| Quebrantado Coração                  | Ouro         | 100 mil           |
| Quebrantado Coração                  | Platina      | 250 mil           |
| Apenas um Toque                      | Ouro         | 50 mil            |
| Apenas um Toque                      | Platina      | 125 mil           |
| Apenas um Toque                      | 2× Platina   | 250 mil           |
| Apenas um Toque                      | 3× Platina   | 375 mil           |
| Apenas um Toque (playback)           | Ouro         | 50 mil            |
| Apenas um Toque - O Evento (DVD)     | Ouro         | 25 mil            |
| Apenas um Toque - O Evento (DVD)     | Platina      | 50 mil            |
| Profetizando às Nações               | Ouro         | 50 mil            |
| Profetizando às Nações               | Platina      | 100 mil           |
| Profetizando às Nações               | 2× Platina   | 200 mil           |
| Profetizando às Nações               | 3× Platina   | 300 mil           |
| Profetizando às Nações (playback)    | Ouro         | 50 mil            |
| Profetizando às Nações Ao Vivo (DVD) | Ouro         | 25 mil            |
| Amigas                               | Ouro         | 50 mil            |
| Amigas                               | Platina      | 100 mil           |
| Cura-me                              | Ouro         | 50 mil            |
| Cura-me                              | Platina      | 100 mil           |
| Cura-me                              | 2× Platina   | 200 mil           |
| Cura-me (DVD)                        | Ouro         | 25 mil            |
| Som Gospel (coletânea)               | Ouro         | 50 mil            |
| Som Gospel (coletânea)               | Platina      | 100 mil           |
| Som Gospel (coletânea)               | 2× Platina   | 200 mil           |
| Falando de Amor                      | Ouro         | 40 mil            |
| Amigas 2                             | Ouro         | 50 mil            |
| Glória                               | Ouro         | 40 mil            |
| Glória                               | Platina      | 80 mil            |
| Glória in Rio                        | Ouro         | 40 mil            |
| Glória in Rio (DVD)                  | Ouro         | 25 mil            |
| Liberta-me                           | Ouro         | 40 mil            |
| Liberta-me                           | Platina      | 80 mil            |
| Liberta-me - Ao Vivo em Recife (DVD) | Ouro         | 25 mil            |
| Da Eternidade                        | Diamante     | +150 M de Streams |
| Terceiro Céu                         | Ouro         | +20 M de Streams  |
| Onde o Fogo Não Apaga (Single)       | Ouro         | +8 M de Streams   |
| Onde o Fogo Não Apaga (Single)       | Platina      | +27 M de Streams  |
| Ele Se Move                          | Platina      | 80 mil            |
| Romanos 8:26                         | Ouro         | +20 M de Streams  |
| Yeshua (canção de Fernanda Brum)     | Ouro         | +10 M de Strams   |
| Escreve (Amazon Original)            | Ouro         | 40 mil            |
| Meu Consolador (Amazon Original)     | Ouro         | 40 mil            |
| Espirito Santo (Amazon Original)     | Ouro         | 40 mil            |

## Ver Também
- Fernanda Brum
- Lista de prêmios e indicações recebidos por Fernanda Brum
- Voices (banda)